# Giuseppe Lanza, duca di Camastra
Giuseppe Lanza Lucchese, duca di Camastra (Palermo, 1630 ca. – Palermo, 1708), è stato un nobile, politico e militare italiano del XVII secolo.

## Biografia
Nacque a Palermo verso il 1630 da Ottavio, II principe di Trabia, e dalla di lui consorte la nobildonna Giovanna Lucchese Spinola, II duchessa di Camastra, di cui era il secondo di tre figli.
Il Lanza si dedicò alla carriera militare, e nel 1654 ebbe il grado di capitano di corazze negli eserciti del re Filippo IV di Spagna. Il 28 agosto 1662, prese investitura del titolo di Duca di Camastra e del relativo feudo, ereditato dalla madre. Governatore della Compagnia della Pace nel 1666 e deputato del Regno nel 1668, fu nominato, nel 1672, capitano di giustizia di Palermo.
Nel 1674, scoppiata la rivolta di Messina, venne nominato maestro di campo di un reggimento di fanteria siciliana ed il 1º settembre lasciò Palermo imbarcandosi con i propri soldati su otto feluche. Fu inviato a Scaletta, a sud della città peloritana, dove represse con durezza gli attacchi dei ribelli, a cui inflisse forti perdite, grazie anche all'occupazione e alla distruzione di due casali, che servivano ai Messinesi come base di partenza per le loro puntate offensive. L'anno successivo, nel 1675, dopo un breve periodo di riposo a Palermo, passò sul fronte di Milazzo e lì il 13 giugno riuscì a respingere un attacco di truppe francesi che s'erano spinte fino a due miglia dalla cittadina. Su questo fronte restò fino al giugno del 1676 prendendo parte a diversi scontri; fra l'altro il 30 aprile di quell'anno, con una veloce scorreria, penetrò profondamente nelle linee avversarie mettendo a fuoco casali e alberi e rientrando con molti prigionieri francesi e messinesi.
Il 13 maggio 1676, per il valore nei combattimenti e le capacità organizzative mostrate sul fronte messinese, il Duca di Camastra fu nominato vicario generale per le città di Siracusa, Augusta e Terranova con la responsabilità della difesa di tutta la zona circostante. A Siracusa rafforzò il sistema di difesa creando una guarnigione di 300 uomini, e respinse efficacemente gli attacchi francesi. Tuttavia, nella città archimedea dovette affrontare problemi di ribellione da parte della sua guarnigione, per due volte repressa nel 1677, e l'anno dopo, nel marzo 1678, riuscì a sventare un complotto ordito da alcuni cittadini siracusani, per consegnare la città ai Francesi e fu pronto a colpire con fermezza i rei. Con la stessa tempestività nel giugno successivo intervenne col proprio denaro per pagare il soldo ai soldati della guarnigione, che da qualche tempo non erano pagati. Conclusa la guerra, venne promosso sergente generale e, nel 1679, nominato pretore di Palermo. Nel 1682, in riconoscimento dei meriti acquisiti nella campagna contro i ribelli messinesi e i loro alleati francesi, alla quale aveva partecipato rinunciando allo stipendio e concorrendo a mantenere il suo reggimento con 800 ducati d'oro, ebbe la nomina a gentiluomo di camera del re. Trascorse gli anni seguenti probabilmente impegnato nelle cure dell'amministrazione del suo patrimonio.
Il Duca di Camastra ebbe nel 1693 dal viceré Juan Francisco Pacheco, duca di Uzeda la nomina a vicario generale per il Val Demone e, successivamente, per il Val di Noto, al fine di fronteggiare la drammatica situazione del momento e di programmare la ricostruzione dopo il disastroso terremoto. Il sisma provocò ingenti danni soprattutto a Catania, dove fu inviato ed attuò un razionale piano di sgombero delle macerie e provvide all'approvvigionamento dei viveri per lenire le sofferenze dei sopravvissuti. Nel contempo affrontò il problema della sicurezza pubblica frenando la temerarietà delle bande di sciacalli che infestavano la zona; inoltre, per recuperare almeno in parte le ricchezze trafugate, assicurò l'impunità e la terza parte di ciò che veniva consegnato a coloro che riportavano preziosi e oggetti di valore prelevati tra le macerie. Per evitare il diffondersi di epidemie costituì una commissione, cui affidò il recupero e l'inumazione dei cadaveri ancora giacenti in gran numero tra le case distrutte e contemporaneamente radunò i medici che c'erano tra i superstiti e costituì una specie di servizio di pubblica assistenza sanitaria. La formazione militare ne faceva un personaggio abituato al comando e alla disciplina e onesto fino allo scrupolo (i suoi rendiconti finanziari sono di una chiarezza esemplare), ma rimangono impresse nei documenti dell'epoca anche il suo essere caritatevole, coraggioso e intransigente, tanto che aiutò i bisognosi con massimo impegno, ma intensa fu anche la sua opera contro i profittatori e i ladri.
Il Duca Lanza aveva acquisito esperienza nel campo dell'urbanistica con la ricostruzione del borgo di Santo Stefano di Mistretta - di cui era feudatario col titolo di Principe di Santo Stefano, acquisito nel 1675 per donazione fattagli dalla sua prima moglie - dopo la frana del 1682 che aveva distrutto quello precedente su un altro sito, che venne da lui stesso pianificata. Nella stesura del piano di ricostruzione di Catania e degli altri centri distrutti dal sisma del 1693, ebbe la collaborazione dell'ingegnere militare Carlos de Grunenbergh, del commissario generale Giuseppe Asmundo e del gesuita architetto Angelo Italia, ed acquisì un ruolo determinante per lo sviluppo del barocco siciliano del Val di Noto. Alla sua intuizione (con la collaborazione del De Grunenbergh) si deve l'avveniristico (per l'epoca) disegno della nuova Catania ricostruita, approvato dal Consiglio per la riedificazione di Catania - da lui istituito e presieduto - nella seduta del 28 giugno 1694, che stabilì in primo luogo che le strade da costruirsi fossero tutte a retta linea, larghe e spaziose, intersecate da altre di eguali caratteristiche. Le vie e le piazze del centro barocco di Catania ne sono ancora oggi viva testimonianza.
Nel Parlamento del 1698, fu nuovamente eletto deputato del Regno e nel 1703 fu nominato pretore di Palermo per la seconda volta. Per quanto già avanti negli anni, resse con baldanza e fermezza la massima magistratura cittadina e fu pronto a organizzare a difesa i bastioni della città quando, al principio di luglio ed il 23 settembre, fu dato l'allarme per l'avvistamento di flotte nemiche e si temette uno sbarco. Il Duca di Camastra morì nel 1708.

### Matrimoni e discendenza
Giuseppe Lanza Lucchese, III duca di Camastra e III principe di Santo Stefano, sposò in prime nozze la nobildonna Maria Gomez de Silveira Ferreri, principessa di Santo Stefano, figlia di Luigi e vedova di Antonino di Napoli, I principe di Santo Stefano, da cui non ebbe discendenza.
In seconde nozze si unì alla nobildonna Melchiorra Castello Marchese, figlia di Gregorio, II principe di Castelferrato, da cui ebbe una sola figlia, Giovanna, che gli succedette nel possesso dei titoli e dei feudi, che passarono per via matrimoniale in dote al di lei marito Ignazio Lanza Reggio, IV principe di Trabia.